# Diabos Vermelhos
Os Diabos Vermelhos são uma claque organizada (não oficial) apoiante do Sport Lisboa e Benfica, formada no dia 11 de novembro de 1982.
Os Diabos Vermelhos contam com cerca de 2 000 associados.

## História
Os Diabos Vermelhos são a claque mais antiga do Sport Lisboa e Benfica. A claque desloca-se a todos os jogos nacionais e internacionais, apoiando o Benfica por todo o mundo, e, em diferentes modalidades particularmente o Hóquei em Patins. No Estádio da Luz, estes apoiantes podem ser encontrados sempre no sector 28 piso 0 inferior e superior, da bancada norte (bancada Mais vantagens).

### Início
Os Diabos Vermelhos nascem em 1982. O nascimento dá-se pela união de um grupo de sócios do Benfica que habitualmente se reunia na bancada central 2.º anel do Estádio da Luz, anteriormente ao aparecimento da claque. Em novembro de 1982, aparece a primeira faixa dos D.V. e com ela algumas bandeiras. O grupo começa a formar-se então como uma verdadeira claque, bastante incentivada com a excelente prestação da equipa encarnada na Taça UEFA e contando com o fator "novidade", rapidamente, juntou muitos jovens adeptos. As características, iniciais, da claque eram muito próprias: caras pintadas (às vezes também o cabelo), utilização de muitas dezenas de bandeiras, predominantemente só vermelhas e brancas, faixas com o nome da claque com os mais variados símbolos, constante, de símbolos britânicos como a conhecida e tradicional bandeira inglesa ou a "Union Jack" pelas suas cores eram adoptadas no seio da claque. Os tifos apesar de não serem muito originais davam nas vistas pelo "excesso", que parecia ser o lema da altura, dezenas de tochas e potes coloriam o "sector ultras" do Estádio da Luz, e as grandes bandeiras envolviam-se no ar com os muitos rolos lançados.
No apoio vocal, os DV eram considerados como uma claque ruidosa, mas como nas outras claques existentes na altura, os cânticos baseavam-se em gritar pelo nome do clube ou, única e exclusivamente, insultar a equipa adversária.
Com o passar do tempo e já com os DV no 1.º anel da central, a claque juntava muita gente na Luz bem como nas suas deslocações, das quais se destacavam as que eram feitas aos estádios dos seus rivais Sporting e Porto, onde às vezes aconteciam incidentes, mas nunca com finais trágicos, pois nessa altura as lutas eram espontâneas e leais, não eram premeditadas e planeadas e baseavam-se na luta (leal) corpo a corpo. Outros incidentes aconteciam, mas em situações facilmente controláveis.
A pouco e pouco os Diabos Vermelhos foram renovando o seu material, aparecem novas faixas e bandeiras começam a ter novas características; se até então predominava o vermelho e branco a partir de uma certa altura começam a utilizar-se cores derivadas e ou conjugadas com as originais do clube. Aparece então o laranja, o amarelo etc... Tudo isto vem renovar um pouco a imagem da claque que assim se mantém até final da década de 1980 inícios de 1990. 

### Ruptura e aparecimento dosNo Name Boys
Numa fase em que a claque contava com excelentes apoios da direção do clube, alguém se lembra de renovar a direção da claque, só que essa tentativa falhou e criou-se uma ruptura no seio do grupo, isto em inícios de 1992, chegando mesmo a haver dois grupos, em sítios diferentes do estádio, com o mesmo nome "Diabos Vermelhos". Todo este processo que envolveu o abandono de alguns membros da claque fez com que o grupo, praticamente, batesse no fundo, embora tenha conseguido ficar com o nome original. Foi aí que nasceram os No Name Boys.
A fratura no seio do grupo ditou a queda da claque, que nunca tinha tido mais de 500 inscritos mas que de qualquer forma, juntava sempre muita gente que não era sócia, o grupo então dividiu-se e a afluência de jovens começou a escassear de tal forma que mais ou menos em 1992/1993, a claque chega a ter apenas cerca de 10 elementos na bancada.

### Anos 2000
Divergências no seio do grupo levaram ao afastamento de Emanuel Lameiras, até então líder dos Diabos Vermelhos. Com a saída do seu líder muitos elementos acabaram por abandonar a claque e ingressado nos No Name Boys, sendo que outros acabariam por abandonar em definitivo o movimento ultra. Com o tempo estas divergências chegaram ao ponto de haver provocações e confrontos entre as claques.
Não satisfeitos com a maneira como a claque estava a ser gerida e também aliado ao fraco rendimento da equipa de futebol, e à crise financeira que acabou por obrigar à emigração de milhares de portugueses, muitos foram os elementos dos Diabos Vermelhos que acabaram por abandonar a claque e o movimento ultra.